# Lincoln Corsair
Lincoln Corsair – samochód osobowy typu SUV klasy średniej produkowany pod amerykańską marką Lincoln od 2019 roku.

## Historia i opis modelu

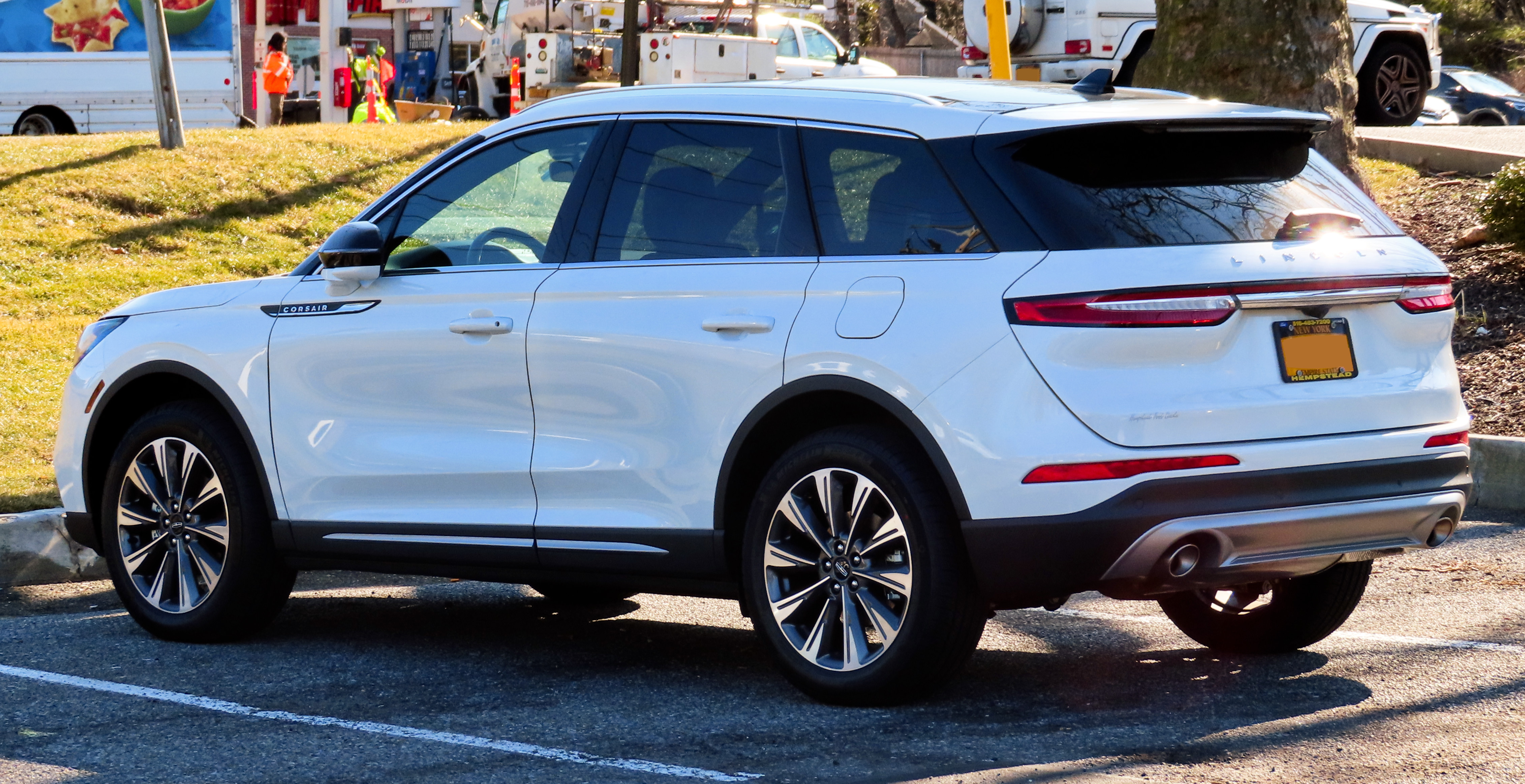
Lincoln Corsair - tył

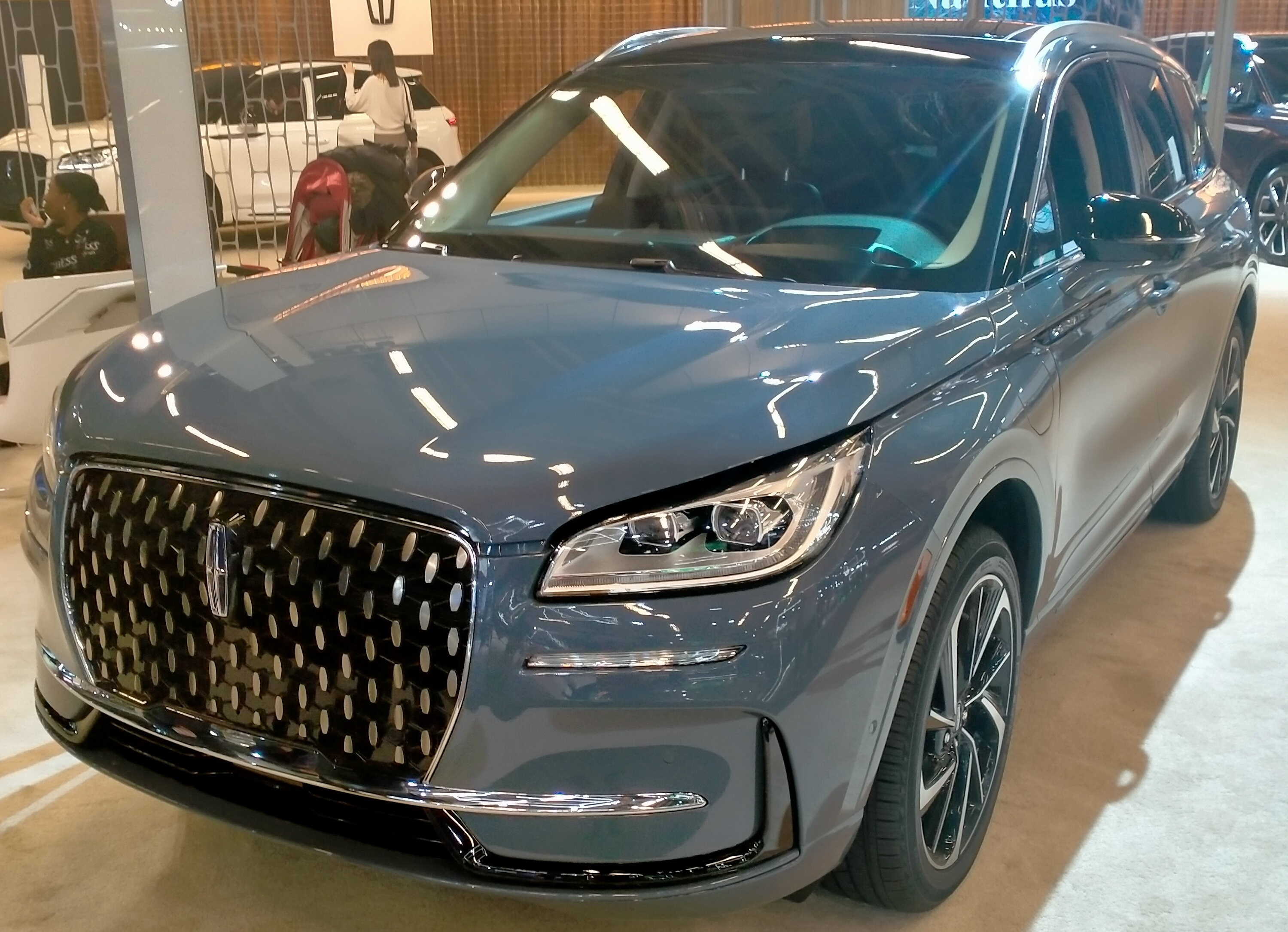
Lincoln Corsair po liftingu

Światowa premiera modelu Corsair miała miejsce w kwietniu 2019 roku jako zupełnie nowy model w gamie, zbudowany od podstaw na platformie prezentowanego w podobnym czasie Forda Escape czwartej generacji. 
Większy i pojemniejszy w środku SUV klasy średniej zastąpił model MKC i przejął po nim rolę najmniejszego SUV-a w gamie Lincolna. Samochód utrzymano w najnowszym kierunku stylistycznym marki, nawiązując wyglądem szczególnie do większych SUV-ów Lincolna - modeli Aviator i Navigator. Charakterystycznymi elementami Corsaira jest klapa bagażnika uchylająca się razem z podłużnie ukształtowanym oświetleniem, a także kokpit, który inaczej niż w pozostałych modelach marki nie stanowi integralnej części z tunelem środkowym.

### Lifting
We wrześniu 2022 Lincoln Corsair przeszedł obszerną restylizację, która przyniosła przeprojektowane przednie i tylne zderzaki, a także nowy, charakterystyczny powiększony przedni wlot powietrza o strukturze owalnych ozdobników. W kabinie pasażerskiej wygospodarowano powiększony dotykowy ekran systemu multimedialnego o przekątnej 13,2 cala, a także zaktualizowany ekran cyfrowych wskaźników o przekątnej 12,3 cala. Z gamy jednostek napędowych zniknęła jednocześnie turbodoładowany 2,3 litrowy silnik.

### Sprzedaż
Produkcja w zakładach w Louiseville ruszyła 4 miesiące po premierze w sierpniu 2019 roku. Sprzedaż z ograniczeniem rodzimego rynku Ameryki Północnej, a ponadto także Chin i Korei Południowej, rozpoczęła się jesienią tego samego roku.

### Silniki
- R4 2.0l EcoBoost 240 KM
- R4 2.3l EcoBoost 275 KM